# Euprepiophis perlacea
Euprepiophis perlacea — неотруйна змія з родини полозових (Colubridae).

## Поширення
Ендемік Китаю. Поширений на заході провінції Сичуань. Трапляється на висотах 2000 до 2500 м над рівнем моря.